# Het rijk van Jabeer
Het rijk van Jabeer is een sprookjesboek voor volwassenen geschreven door Rudy Kousbroek dat 13 persiflages op bekende en minder bekende sprookjes bevat.
De sprookjes zijn "getransformeerd" waarbij de thematiek en verteltrant oorspronkelijk zijn gebleven, terwijl de moraal en het bij conventionele sprookjes immer happy end ingrijpend gewijzigd zijn. Het boek begint met 12 korte sprookjes van gemiddeld ongeveer 2 bladzijden lang. Daaraan is een sprookje in stripvorm (10 tekeningen van Joost Roelofsz) toegevoegd en als afsluiter een tekst waarin de auteur zijn fascinatie voor het analyseren van sprookjes beschrijft die 11 pagina's beslaat: Het rijk van Jabeer.
Bij twee sprookjes, Appelmoes en De geest in de fles wordt één alternatief einde gegeven en van het sprookje Het kistje worden zelfs drie "varianten" beschreven.
De eerste druk uit 1984 werd als nieuwjaarsgeschenk verzonden aan relaties van de uitgeverij J.M. Meulenhoff en was daarom niet in de handel.
De tweede druk in 1985 was dus de eerste handelseditie. De derde druk werd uitgegeven in 1986.